# Félicia Ballanger
Félicia Ballanger (La Roche-sur-Yon, 12 giugno 1971) è un'ex pistard francese.
Ha partecipato a tre edizioni dei giochi olimpici (1992, 1996 e 2000), vincendo tre medaglie d'oro.

## Palmarès
Olimpiadi
- 3 medaglie:
  - 3 ori (Velocità individuale a Atlanta 1996, Velocità e 500 m a cronometro a Sydney 2000)

Mondiali
- 11 medaglie:
  - 10 ori (Velocità e 500 m a cronometro a Bogotà 1995, Velocità e 500 m a cronometro a Manchester 1996, Velocità e 500 m a cronometro a Perth 1997, Velocità e 500 m a cronometro a Bordeaux 1998, Velocità e 500 m a cronometro a Berlino 1999)
  - 1 argento (Velocità a Palermo 1994)